# Libelloides tadjicus
Libelloides tadjicus är en insektsart som först beskrevs av Luppova 1973.  Libelloides tadjicus ingår i släktet Libelloides och familjen fjärilsländor. Inga underarter finns listade i Catalogue of Life.